# Pektorał (chrześcijaństwo)

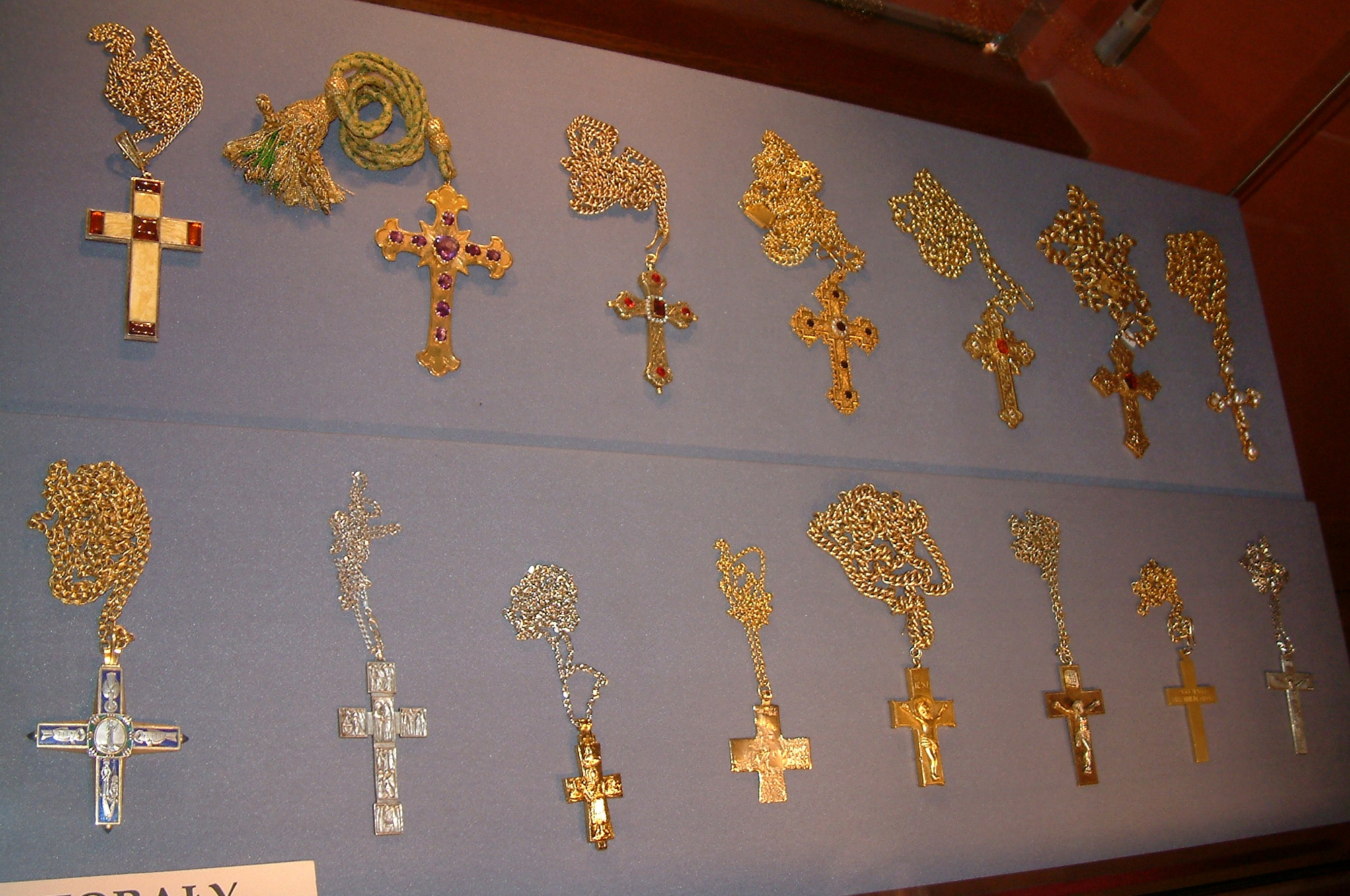
Pektorały biskupów i arcybiskupów poznańskich, Muzeum Archidiecezjalne w Poznaniu

Pektorał, napierśnik, krzyż napierśny (łac. crux pectoralis, od pectus, „pierś”) – w chrześcijaństwie rodzaj biżuterii religijnej, ozdobny krzyż noszony na piersiach, najczęściej przez duchownych prawosławnych i katolickich.
Zwykle wykonany ze złota lub srebra, zdobiony emalią lub kamieniami szlachetnymi; często był zarazem relikwiarzem, gdyż umieszczane były w nim relikwie męczenników. Mimo to nie ma przepisów odnośnie do materiału i wykonania tego krzyża, jak również konieczności umieszczania w nim relikwii. Pochodzi z relikwiarzyków noszonych przez duchowieństwo na chrześcijańskim Wschodzie, a później na Zachodzie. Były to naczyńka różnych kształtów z relikwiami męczenników. Dlatego pektorał stał się znakiem zwycięstwa nad cierpieniem i śmiercią.
Od XI w. pektorał noszony był na piersiach przez opatów, biskupów, kardynałów i papieży. Od wieku XII prawo kościelne nakazywało noszenie go przez biskupów jako znak wierności Chrystusowi.
Zwyczaj zakładania pektorału na czas sprawowania czynności liturgicznych stał się obowiązkiem po Soborze Trydenckim, gdy w 1570 r. papież Pius V nakazał biskupom obowiązkowo nosić pektorał podczas Mszy Świętej. Pektorał zawieszano na szyi na sznurze, w Polsce natomiast – na łańcuchu (zezwolenie Leona X z 1519 r.). W wieku XVII upowszechniło się noszenie krzyża przez biskupów na co dzień, także poza liturgią. Obecnie Ceremoniał biskupi przewiduje umieszczanie go pod ornatem czy kapą. Na Mszę świętą biskup może, wedle uznania, założyć krzyż pektoralny na ornat.
W kościele Wschodnim krzyż napierśny nosi w czasie mszy prezbiter. Obecnie w niektórych miejscach na świecie w Kościele rzymskokatolickim rozpowszechnia się zwyczaj używania pektorału, choć zazwyczaj niezbyt okazałego, przez inne osoby usługujące w czasie liturgii. W Polsce dotyczy to w szczególny sposób lektorów.